# Prix Locus de la meilleure nouvelle
Les prix Locus sont décernés chaque année, depuis 1971, par les lecteurs du magazine américain mensuel de science-fiction Locus lors d'un banquet annuel organisé par la Locus Science Fiction Foundation.
La catégorie de la meilleure nouvelle (short fiction) récompensait les œuvres de science-fiction, fantasy ou d'horreur n'entrant pas dans les catégories déjà existantes ces années-là (soit roman, soit roman et roman court). Cette catégorie a été créée en 1971 (date de création du prix Locus), a disparu en 1975 puis est réapparue pour l'année 1978. Depuis cette date, le prix n'a plus jamais été décerné.

## Palmarès
Les gagnants sont cités en premier, suivis par les autres œuvres nommées.

### 1971
La Région intermédiaire (The Region Between) par Harlan Ellison
- Les Femmes des neiges (The Snow Women) par Fritz Leiber
- La Suite au prochain rocher (Continued on Next Rock) par R. A. Lafferty
- Le Monstre et l'Enfant (Beastchild) par Dean Koontz
- À la queue ! (In the Queue) par Keith Laumer
- Sculpture lente (Slow Sculpture) par Theodore Sturgeon
- Le Jeteur de sorts (Runesmith) par Harlan Ellison et Theodore Sturgeon
- Flic de fer (Brillo) par Ben Bova et Harlan Ellison
- Le Rivage d'Asie (The Asian Shore) par Thomas M. Disch
- Chère Tante Annie (Dear Aunt Annie) par Gordon Eklund
- Parfaite et entière chrysolite (Entire and Perfect Chrysolite) par R. A. Lafferty
- Destins en chaîne (The Fatal Fulfillment) par Poul Anderson
- Les Ataviques (The Throwbacks) par Robert Silverberg
- Mauvaise rencontre à Lankhmar (Ill Met in Lankhmar) par Fritz Leiber

### 1972
La Reine de l'air et des ténèbres (The Queen of Air and Darkness) par Poul Anderson
- La Guerre à finir toutes les guerres (All the Last Wars at Once) par George Alec Effinger
- Face à face avec Méduse (A Meeting with Medusa) par Arthur C. Clarke
- Wheels par Robert Thurston
- La Terre d'automne (The Autumn Land) par Clifford D. Simak
- Mount Charity (Mount Charity) par Edgar Pangborn
- The Bear with the Knot on His Tail par Stephen Tall
- Monde d'Abondance (World Abounding) par R. A. Lafferty
- Lune inconstante (Inconstant Moon) par Larry Niven
- Dread Empire par John Brunner
- Un bien beau matin pour mourir (A Special Kind of Morning) par Gardner Dozois
- Les Opérateurs humains (The Human Operators) par Harlan Ellison et A. E. van Vogt
- Dans les crocs de l'entropie (In Entropy's Jaws) par Robert Silverberg
- Plus vaste qu'un empire (Vaster than Empires and More Slow) par Ursula K. Le Guin
- Translation verticale (All the Way Up, All the Way Down) par Robert Silverberg

### 1973
Basilic (Basilisk) par Harlan Ellison
- Mécène (Patron of the Arts) par William Rotsler
- Le Chant du barde (Goat Song) par Poul Anderson
- Je me suis éveillé sur le flanc froid de la colline (And I Awoke and Found Me Here on the Cold Hill's Side) par James Tiptree, Jr
- Un royaume en bord de mer (A Kingdom by the Sea) par Gardner Dozois
- Lorsque tout changea (When It Changed) par Joanna Russ
- Solitude du deuxième type (The Second Kind of Loneliness) par George R. R. Martin
- En épargnant la douleur (Painwise) par James Tiptree, Jr
- La Réunion (The Meeting) par Frederik Pohl et Cyril M. Kornbluth
- L'Enterrement (The Funeral) par Kate Wilhelm
- Man's Reach par Anthony Boucher
- Caliban (Caliban) par Robert Silverberg
- On the Downhill Side par Harlan Ellison
- Nobody's Home par Joanna Russ
- Quand on est allés voir la fin du monde (Wen We Went to See the End of the World) par Robert Silverberg
- The Big Space Fuck par Kurt Vonnegut
- La Mère d'Eurema (Eurema's Dam) par R. A. Lafferty
- The Milk of Paradise par James Tiptree, Jr
- (Moi + n, Moi - n) ((Now+n), (Now-n)) par Robert Silverberg

### 1974
L'Oiseau de mort (The Deathbird) par Harlan Ellison
- De brume, d'herbe et de sable (Of Mist, and Grass, and Sand) par Vonda N. McIntyre
- Le plan est l'amour, le plan est la mort (Love Is the Plan the Plan Is Death) par James Tiptree, Jr
- Une fille branchée (The Girl Who Was Plugged In) par James Tiptree, Jr
- Manuscrit trouvé dans une machine temporelle abandonnée (Ms. Found in an Abandoned Time Machine) par Robert Silverberg
- Ceux qui partent d'Omelas (The Ones Who Walk Away from Omelas) par Ursula K. Le Guin
- Wings par Vonda N. McIntyre
- Au matin tombe la brume (With Morning Comes Mistfall) par George R. R. Martin
- Mud Violet par R. A. Lafferty
- Le Collectif (In the Group) par Robert Silverberg
- Champ de vision (The Field of Vision) par Ursula K. Le Guin
- Des mondes à profusion (Many Mansions) par Robert Silverberg
- The Answer par Terry Carr
- Barnaby's Clock par R. A. Lafferty
- Brothers par Gordon R. Dickson
- The World Is a Sphere par Edgar Pangborn
- Épilogue (Epilog) par Clifford D. Simak
- Vol 727 pour ailleurs (The Women Men Don't See) par James Tiptree, Jr

### 1978
Jeffty, cinq ans (Jeffty Is Five) par Harlan Ellison
- Comme des mouches (The Screwfly Solution) par Raccoona Sheldon
- Raid aérien  (Air Raid) par Herb Boehm
- A Rite of Spring par Fritz Leiber
- Les Yeux d'ambre (Eyes of Amber) par Joan D. Vinge
- L'Épisodique Kugelmass (The Kugelmass Episode) par Woody Allen
- La Cité de pierre (The Stone City) par George R. R. Martin
- Particle Theory par Edward Bryant
- Fin de partie (Ender's Game) par Orson Scott Card
- The Bagful of Dreams par Jack Vance
- The Ninth Symphony of Ludwig van Beethoven and Other Lost Songs par Carter Scholz
- The House of Compassionate Sharers par Michael Bishop
- Les Turbines géantes (The Big Fans) par Keith Roberts
- Le Petit Detweiler (The Detweiler Boy) par Tom Reamy
- Prismatica par Samuel R. Delany
- Adieu, Robinson Crusoé (Good-bye, Robinson Crusoe) par John Varley
- Camera Obscura par Thomas F. Monteleone
- Dog Day Evening par Spider Robinson
- Âprevères (Bitterblooms) par George R. R. Martin
- Pinnocchio par Stanley Schmidt
- A Rain of Pebbles par Stephen Leigh